# Holly Warlick
Frances Hollingsworth Warlick, detta Holly (Knoxville, 11 giugno 1958), è un'ex cestista e allenatrice di pallacanestro statunitense.

## Carriera
Con gli Stati Uniti ha disputato i Campionati mondiali del 1979.